# Tore Nordtvedt
Tore Nordtvedt (Bergen, 24 maggio 1944) è un ex calciatore norvegese, di ruolo difensore.

## Carriera
Nordtvedt giocò l'intera carriera con la maglia del Brann. Debuttò contro il Lyn Oslo nel campionato 1963, a diciotto anni. Rimase in squadra fino al 1979, totalizzando 557 partite con il club, segnando così il record per la società.

## Palmarès

### Giocatore

#### Club

##### Competizioni nazionali
- Campionato norvegese: 1

Brann: 1963
- Coppa di Norvegia: 2

Brann: 1972, 1976